# María McCausland
María José McCausland Echeverry (Barranquilla, 30 de noviembre de 1992), conocida artísticamente como María McCausland, es una cantante y bailarina colombiana. Fue periodista de Noticias Caracol desde 2018 hasta 2020, y estuvo entre octubre y noviembre del mismo año en los micrófonos de Bla Bla Blu de Blu Radio cubriendo una ausencia de allí partió hacia su consolidación musical y sus redes sociales. Voluntaria en la fundación Soñar Despierto y en el programa Manos que Ayudan de El Arte de Vivir.  
Debutó en el mercado musical colombiano en el 2012 con su sencillo No Mires Atrás, canción electro pop producida en 5ta Estudio en Bogotá, por Natalia Bautista y Nicolás Ladrón de Guevara. 
En el 2013 continúa trabajando en 5ta Estudio y lanza Siempre Supe una balada pop compuesta solo por piano, chelo y violín, con la que alcanza reconocimiento nacional siendo parte del Top 10 del listado Pop Latino del National Report, reporte que registra las canciones más sonadas en las emisoras colombianas. 
Un año después, María lanza su tercer sencillo titulado Queriendo Sola. También balada pop, es producida nuevamente por Natalia Bautista y Nicolás Ladrón de Guevara, pero se suma Mauricio Rengifo, también conocido como Dandee de la agrupación colombiana Cali & el Dandee, que entra como productor líder del proyecto. 
Luego del lanzamiento del sencillo, Queriendo Sola ocupa el puesto número dos en el listado de Itunes de la categoría Pop en Colombia, siendo superada solo por Pharrell Williams con la canción Happy y llegando a estar por encima de Shakira con su sencillo Cant Remember to Forget You. Graba el video oficial en Nueva York con la productora Blue Moon Productions y entra a rotar en canales de música en Latinoamérica tales como MTV y HTV. 
También, en el 2014, María es invitada por la disquera Sony Music Colombia y por el DJ y productor Cato Anaya a ser una de las cantantes de su trabajo discográfico Trinity, del género EDM, para la canción The Break of Dawn con la que entra a la categoría “Deeztacados” de la plataforma digital Deezer.

## Primeros años
María McCausland nació el 30 de noviembre de 1992 en Barranquilla. Es la segunda hija de Rafael Ignacio McCausland Noguera, un cirujano colombiano nacido también en Barranquilla, y Gloria Lucía Echeverry Lacouture, comunicadora social, periodista y escritora colombiana nacida en Bogotá. Tiene un hermano tres años mayor llamado Rafael Enrique McCausland, abogado, y una hermana ocho años menor llamada Isabella. Sobrina del reconocido periodista y cronista colombiano Ernesto McCausland, quien falleció el mismo año que María comienza su carrera musical. María recuerda que Ernesto fue quién le aconsejó que no dejara de perseguir su sueño como artista y cantante porque después “viviría frustrada el resto de su vida”. Sus padres la nombraron María José en honor a la Virgen María. Desde niña, María escribió su nombre sin tilde, por lo que decidió mantenerlo así para su nombre artístico. Su primer apellido, McCausland, es de origen escocés, y su segundo apellido, Echeverry es de origen Vasco.
María tuvo los primeros contactos con el arte y la música cuando tenía tan solo cuatro años y fue nombrada reina del carnaval del curso en guardería. Desde entonces quedó fascinada con el Carnaval de Barranquilla y nunca se volvió a despegar de él. Durante su juventud, participó en la mayoría de las comparsas del Country Club y en su tradicional Danza del Garabato. Estudió en el Colegio Marymount de Barranquilla, en dónde siempre se mantuvo activa en actividades artísticas, musicales y extracurriculares. Formó parte del coro institucional, del consejo estudiantil y fue elegida como personera de bachillerato. Representó al Colegio en varios festivales musicales como el organizado por el Colegio Altamira. Finalmente, lo que de verdad marca su paso musical por el colegio es cuando, a sus dieciséis años, crea y dirige el musical Lyla's Grand Debut con su primo Juan Fernández y amiga Nadine Wong. Es escogida por Juan como la indicada para protagonizar la obra y encarnar el personaje de Lyla, una niña de colegio que no tiene amigos porque sufre de timidez, pero que a través de un viaje por un mundo mágico, aprende que el secreto de la felicidad está en aceptarse tal cual es y en creer en sí misma. Por primera vez en la historia del Colegio Marymount, un show creado por estudiantes es presentado en tres funciones diferentes. La primera para elemental y guardería, la segunda para bachillerato y la tercera abierta al público con boletería. El espectáculo fue todo un éxito entre los asistentes, la boletería se agotó y en las tres funciones María recibió ovaciones de pie, fue entonces cuando supo que quería ser artista, cantante y entretenedora. A la misma edad, María compone y graba su primera canción de género pop latino titulada Junto a Ti. Fue producida por su primera profesora de técnica vocal Jocelyne Mejía y su exesposo, Luis Perla, en Barranquilla. Recuerda que el día que terminó de grabar la canción, fue el mismo día que falleció su abuelo paterno Ignacio McCausland, por lo que es una fecha muy recordada y especial para ella. El mismo año, tiene sus primeros acercamientos a la experiencia de grabar en estudios de audio, cuando trabaja en proyectos de grabación de covers con el reconocido productor barranquillero Einar Escaf, quien al escucharla, le aconseja que se dedique a la música y a ser artista.

## Carrera

### 2012-2014
En 2012, con tan solo 19 años y recién graduada del colegio, María se traslada a Bogotá a vivir con su hermano mayor, Rafael Enrique, en dónde comienza a estudiar Comunicación Social en la Universidad Javeriana; misma universidad donde estudiaba derecho su hermano y de donde se graduó su mamá. Cursando tercer semestre se da cuenta de que no puede abandonar la música y, por medio de Dann Visbal, vocalista de la agrupación de Rock Dominic, conoce a Gabriel Llano y Susana Berón quienes se convertirían en sus managers y con quien comenzaría a construir su carrera musical. Firma entonces contrato de management con ellos y con la empresa estadounidense de management DLL Entertainment, con la que tiene relación hasta el año 2013. Durante sus años en la Universidad Javeriana, cursó todas las complementarias en el área de música donde recibe clases de canto, guitarra, batería, entre otras. Paralelamente, complementó lo aprendido con clases particulares de técnica vocal y teoría musical primero con su productora Natalia Bautista, luego con el músico colombiano Joel Waldman, hijo de la reconocida actriz Yaneth Waldman y, finalmente, con la que fue su primera profesora de música, la barranquillera Jocelyne Mejía.
Luego de lanzar su sencillo No Mires Atrás en 2012, es invitada a cantar en el evento Pasión Caribe en Barranquilla en noviembre del mismo año y, gracias a ese debut, María ocupa la portada de la revista La Ola Caribe. En 2013 lanza Siempre Supe, con la que alcanza reconocimiento a nivel nacional. Logra formar parte del Top 10 del listado Pop Latino del National Report, reporte que registra las canciones más sonadas en las emisoras colombianas. Gracias al impacto de este sencillo, María es la invitada para abrir el concierto del cantante puertorriqueño Tommy Torres y además es contratada para cantar en diversos festivales nacionales como el Manizales Pop 2013, la gira nacional Nuestra Rumba de RCN Radio y el evento Reina Madre del Concurso Nacional de la Belleza en Cartagena. El video oficial de Siempre Supe lo graba también en 2013 bajo la dirección de la casa productora PappCorn en Bogotá y comienza a rotar diariamente en Alpavisión, Fusa Tv, Nación Tv y Claro Tv en diferentes ciudades de Colombia por lo que decide emprender una gira por el eje cafetero, Neiva, Pereira y la costa Caribe. Cuando llega a Bogotá en diciembre del mismo año, María realiza varios conciertos navideños gratuitos como el del Teatro Patria en Bogotá para los niños que forman parte de La Liga Contra el Cáncer y la aparición en el quinceañero de Laura, una niña beneficiada de la Fundación CardioInfantil. A principios del 2014, comienza a trabajar con la empresa MBP, conformada por Gabriel Llano, Maye Sandoval, Fernando Rojas y Cleiver Espitia. Con nuevo equipo de trabajo, María lanza su tercer sencillo titulado Queriendo Sola. Una balada pop, producida también por Natalia Bautista y Nicolás Ladrón de Guevara en 5ta Estudio, pero además con la participación de Mauricio Rengifo, también conocido como Dandee de la agrupación colombiana Cali & el Dandee, que entra como productor líder del proyecto. La artista viaja en abril del mismo año a Nueva York para grabar el video oficial de Queriendo Sola con la productora Blue Moon Productions, bajo la dirección del también colombiano Ignacio Segura. Días después, graba la versión alternativa del video oficial en Miami con el reconocido director cubano José Luis Vásquez. El video oficial comienza a rotar por el canal MTV Latinoamérica, especialmente en la franja Wake Up Hits. Con esta canción, nuevamente es invitada a cantar en el Manizales Pop 2014 y realiza una gira de medios por Colombia para consolidar su presencia en radio. Luego del lanzamiento del sencillo, Queriendo Sola ocupa el puesto número dos en el listado de Itunes de la categoría Pop en Colombia, siendo superada solo por Pharrell Williams con la canción Happy y llegando a estar por encima de Shakira con su sencillo Can't Remember to Forget You. En julio del mismo año, María participa como voluntaria en el programa Manos que Ayudan de la fundación El Arte de Vivir en Bogotá. En esta forma parte del grupo de voluntarios que realizan recorridos por el centro de Bogotá en las noches para llevarle comida a los indigentes bogotanos. También acompañó a instructores de El Arte de Vivir a sus visitas a fundaciones de niños con discapacidad en dónde les enseñan técnicas de meditación y respiración.
Debido a su recorrido musical, María comienza a asistir a diversos eventos musicales como los Kids Choice Awards 2014 y 2015, los Premios Shock Tigo 2014 en donde hace un recorrido por los medios de la alfombra roja del evento y días después es nombrada por la misma revista Shock como una de “las más guapas de la alfombra roja”.
En 2014, comienzan los primeros acercamientos entre Maria y Tigo Music y Sony Music Colombia. Por la relación con la última, María es invitada a ser una de las cantantes del trabajo discográfico Trinity, del DJ y productor Cato Anaya. Canta entonces la canción The Break of Dawn, de género EDM, y luego graba el video oficial del sencillo el mismo año, bajo la dirección de Albertini y con el apoyo de Sony Music Colombia. Gracias a esta colaboración, es invitada en octubre de 2014 a cantar en el festival La MegaFest en el Parque Simón Bolívar en Bogotá y entra a la categoría de “Deeztacados” de la plataforma digital de música Deezer.

### 2015-presente
En marzo de 2015, María entra a trabajar como periodista de Caracol Televisión en la franja del noticiero para cumplir con el requisito de grado exigido por la Universidad Javeriana. Allí trabajó hasta julio del mismo año mientras que, paralelamente, terminaba su tesis de grado titulada “La influencia de la formación artística y musical en la educación integral de niños y jóvenes”. Actualmente se encuentra preparando el lanzamiento de su cuarto sencillo titulado Volver a Verte, producida por los colombianos Cid Branko, Pyngwi y JuanDa Morales de la empresa Artyco en Bogotá. La grabación y producción musical se hizo en convenio con la empresa Tigo Music en los Tigo Music Studios by Audiovisión. La mezcla estuvo a cargo del productor mexicano Fernando Laura y el máster por el reconocido estadounidense Mike Couzzi. Tiene cuatro fechas de lanzamiento, primero publica el video del “making of” el 14 de marzo que muestra la experiencia de grabar en Audiovisión gracias a Tigo Music, una semana después lanza la canción en la plataforma digital Deezer en alianza con Tigo Music y el 26 del mismo mes publica el video lírico de la canción para finalmente, un par de meses después, publicar el video oficial producido, dirigido y grabado por la agencia estadounidense Lucky 8 Films.